# София де Кондорсе
Софи́я де Кондорсе́ (фр. Sophie de Condorcet; 1764 — 8 сентября 1822, более известная как мадам де Кондорсе) — французская писательница, переводчица; была выдающейся хозяйкой светских салонов с 1789 года до времени установления террора, и снова с 1799 года до своей смерти в 1822 году.

## Биография
Она была супругой, а позже вдовой математика и философа Никола де Кондорсе, который умер во время террора. Несмотря на смерть супруга и ссылку родного брата маршала маркиза де Груши́ (фр. Marquis de Grouchy), в период 1815 —1821 годов, она сохраняла свою неповторимость, обладала влиятельными связями перед Французской революцией, во время и после неё.
Как хозяйка светских салонов мадам де Кондорсе была популярна за своё доброе сердце, красоту и безразличие к классовому и социальному происхождению людей. Её салоны всегда включали других женщин, среди которых Олимпия де Гуж. Де Кондорсе была по праву также писательницей и переводчицей, высокообразованной для своего времени, с беглым знанием английского и итальянского языков. Она автор влиятельных переводов таких учёных и мыслителей, как Томас Пейн и Адам Смит.

## Семейная жизнь
София де Кондорсе́ была на 20 лет моложе своего мужа, выдающегося французского академика Никола де Кондорсе. Супруги разделяли многие интеллектуальные интересы и имели прочный и счастливый брак.

## Светские салоны
Один из её салонов находился напротив Лувра. Среди прочих участников много иностранцев, в том числе Томас Джефферсон, экономист Адам Смит, автор памфлетов о правах женщин Олимпия де Гуж и много французских философов. Её салон сыграл важную роль в подъёме жирондистского движения, которое подчёркивало права женщин.
София де Кондорсе́ позволяла участникам объединения «Социальный кружок» (фр. Cercle Social), ставившего целью достижение равных политических и юридических прав женщин, встречаться в своём доме.
После смерти мужа, оставшись с четырёхлетней дочерью без денежных средств, была вынуждена для выживания открыть свой магазин и на время отложила свою сочинительскую и переводческую деятельность.
Обладала стремлением и интеллектом, но недостатком воли для того, чтобы стать лидером феминизма и борьбы за права французских женщин.